# Geraldine (Montana)
Geraldine es un pueblo ubicado en el condado de Chouteau en el estado estadounidense de Montana. En el Censo de 2010 tenía una población de 261 habitantes y una densidad poblacional de 194,17 personas por km².

## Geografía
Geraldine se encuentra ubicado en las coordenadas 47°36′11″N 110°16′0″O / 47.60306, -110.26667. Según la Oficina del Censo de los Estados Unidos, Geraldine tiene una superficie total de 1.34 km², de la cual 1.34 km² corresponden a tierra firme y (0.19%) 0 km² es agua.

## Demografía
Según el censo de 2010, había 261 personas residiendo en Geraldine. La densidad de población era de 194,17 hab./km². De los 261 habitantes, Geraldine estaba compuesto por el 96.93% blancos, el 0% eran afroamericanos, el 0.38% eran amerindios, el 0% eran asiáticos, el 0% eran isleños del Pacífico, el 0.38% eran de otras razas y el 2.3% pertenecían a dos o más razas. Del total de la población el 2.3% eran hispanos o latinos de cualquier raza.